# Bodendenkmal Burg Zweiffel

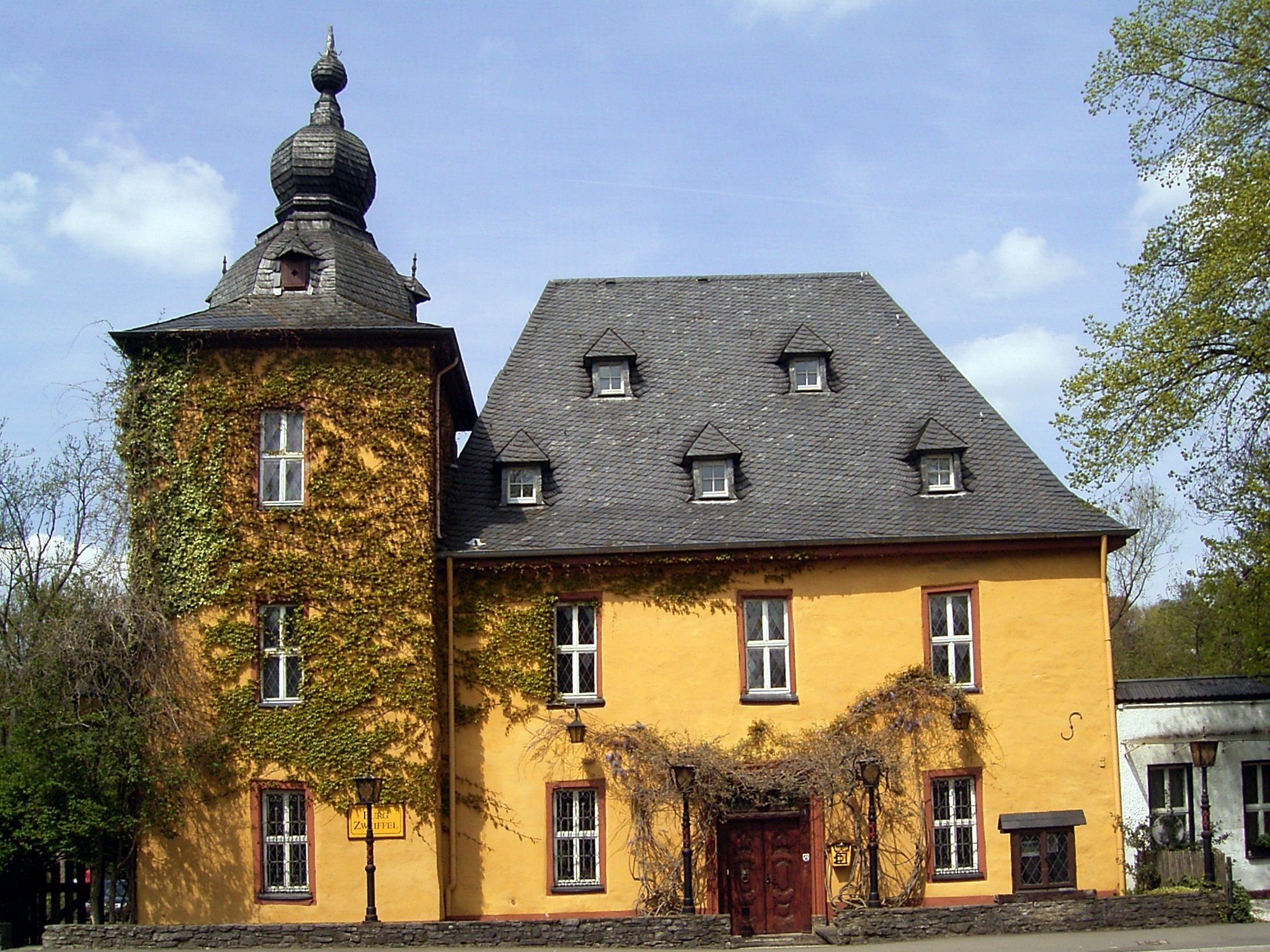
Burg Zweiffel

Das Bodendenkmal Burg Zweiffel erstreckt sich im Bereich der Burg Zweiffel und dem Wirtschaftshof der Burg Zweiffel im Stadtteil Herrenstrunden von Bergisch Gladbach im Rheinisch-Bergischen Kreis. Beide Teile gehörten ursprünglich als Wasserburg zusammen. Um 1850 wurden sie durch den Bau der Straße von Mülheim nach Wipperfürth voneinander getrennt.

## Bodendenkmal

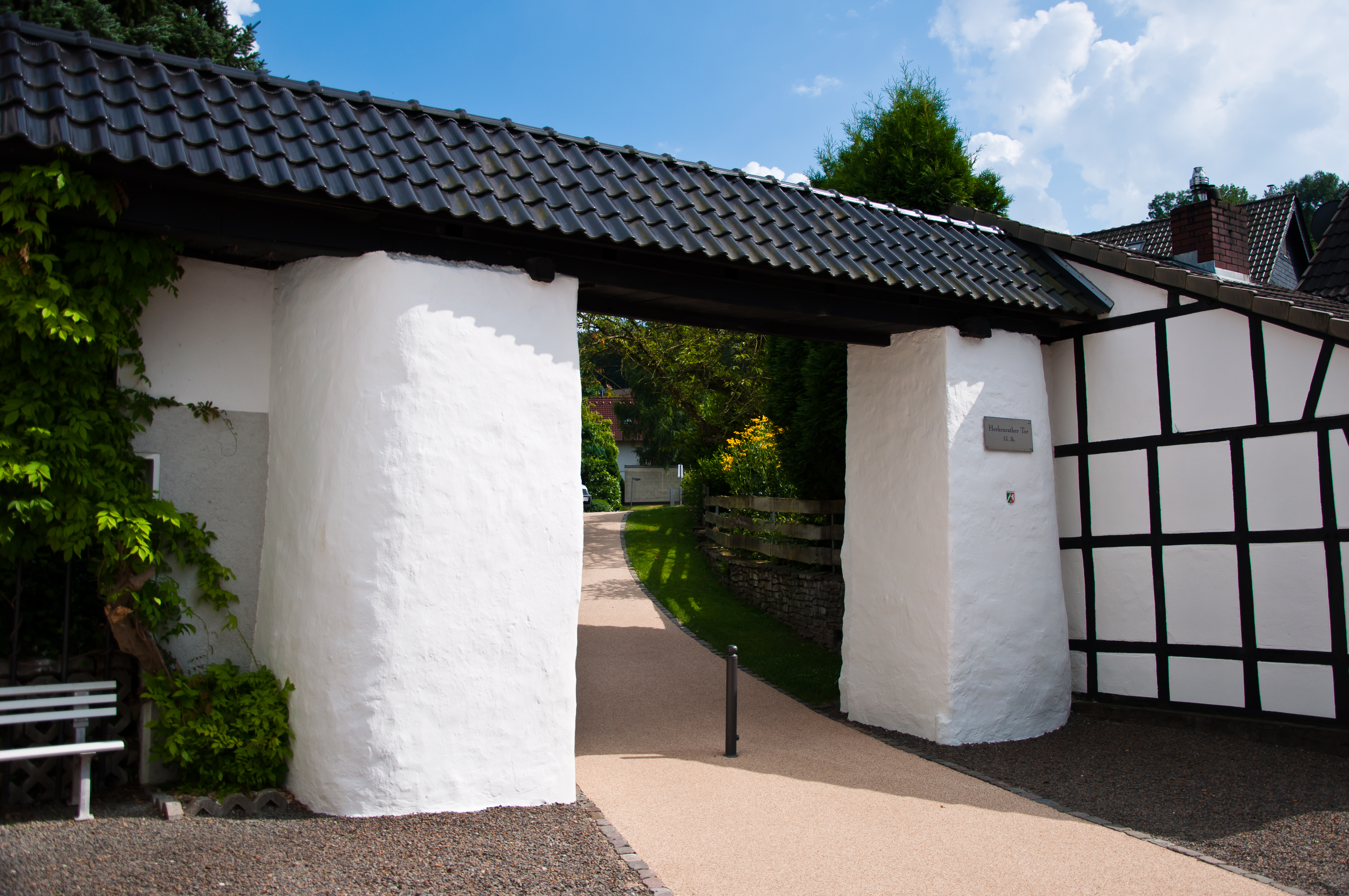
Herkenrather Thor

Das Gelände wurde als Burg Zweiffel, Wasserburg unter Nr. 19 in die Liste der Bodendenkmäler in Bergisch Gladbach eingetragen.  Zu den Relikten aus der frühesten Zeit, die man oberflächlich sehen kann, gehört besonders das Herkenrather Tor. Es stammt aus dem 13. Jahrhundert. Aus dieser Zeit sind auch noch vereinzelt weitere Mauerreste zu sehen.

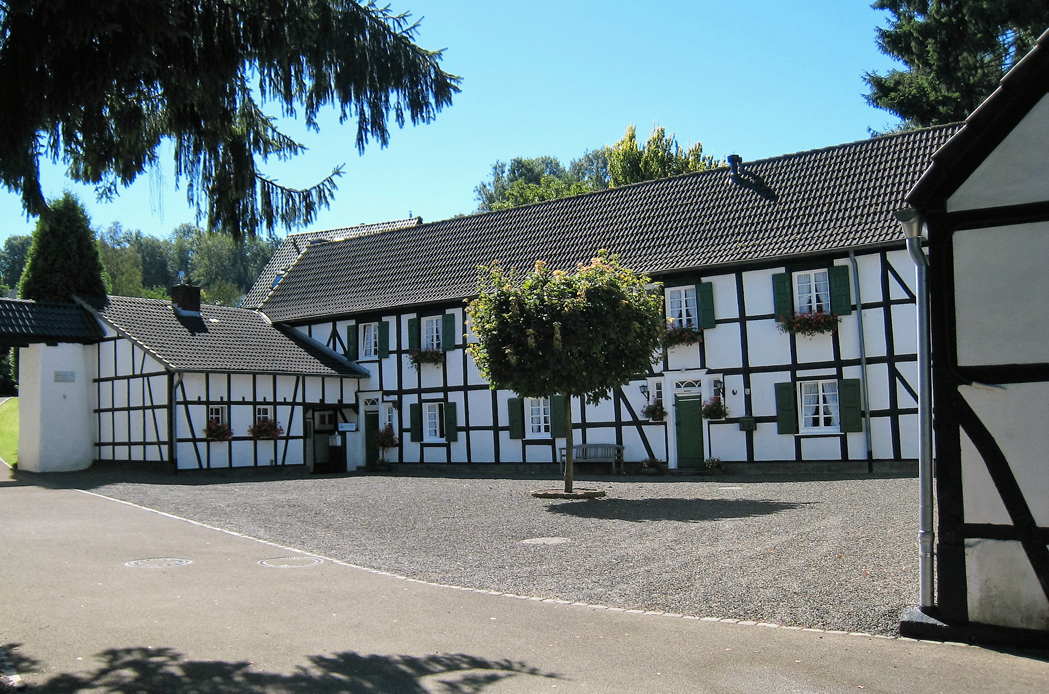
Der Wirtschaftshof der Burg Zweiffel

## Geschichte
Die mittelalterliche Burganlage wurde erstmals im Zusammenhang mit den Rittern von Strune im Jahr 1251 erwähnt. Daraus ergab sich später die Bezeichnung Strunde. Gegen Ende des 14. Jahrhunderts wurden die Herren von Zweiffel neue Eigentümer des Anwesens. Ihren Namen trägt das Gebäude noch heute. 1581 endete die Geschichte der Familie von Zweiffel auf der Burg. Die Tochter Marie von Zweiffel, die inzwischen Eigentümerin des Burggutes geworden war, heiratete und übernahm den Namen ihres Ehemanns Konrad von Herzbeck, der sich von jetzt an Herr von Strunden nannte. Das Ehepaar teilte das Anwesen 1585 in zwei Teile. Zwei Drittel gingen an Friedrich von Schaffhausen, ein Drittel an den Miseloher Amtmann Ludwig von Metternich. 
Nach der Teilung kam es zu einer wechselhaften Eigentümerfolge. Ab 1663 wurde das Anwesen wieder als eine Einheit erwähnt, nachdem der andere Besitzer offenbar abgefunden worden war. Eigentümer war jetzt allein das Ehepaar Birckmann. Sie errichteten in diesem Jahr die barocke Wasserburg. Für das Jahr 1821 liegt eine Beschreibung des Anwesens vor. Zum Burggut gehörte das von Wasser umgebene Burghaus, das über eine Zugbrücke mit dem Wirtschaftshof verbunden war. Hinzu kamen die Wirtschaftsgebäude, das Pächterhaus und eine Scheune sowie Stallungen.

## Teilung durch Straßenbau
Einschneidende Veränderungen ergaben sich durch den Bau der Straße 1848–1849 von Mülheim nach Wipperfürth. Die alten Weiher und Gräben wurden zugeschüttet und das gesamte Anwesen von West nach Ost durchschnitten. Das Herrenhaus stand jetzt nördlich der Straße, die Wirtschaftsgebäude standen auf der südlichen Seite. Dabei ist es bis heute geblieben. Das Bodendenkmal erstreckt sich allerdings auf das gesamte Anwesen.